# Klaas Wels
Klaas Wels (Schijndel, 2 september 1973) is een Nederlands voetbaltrainer.

## Spelerscarrière
Wels was een verdediger. Hij speelde sinds de jeugd bij RKSV Schijndel. Daarnaast speelde hij twee seizoenen voor Blauw Geel '38 en kwam hij een seizoen uit voor de reserves van FC Den Bosch in de reserve 1e Divisie. Hierna keerde hij weer terug bij RKSV Schijndel.

## Trainerscarrière
Wels begon zijn trainerscarrière in 2004 bij RKSV Schijndel. Hij werd trainer/coach van de B-selectie van de club. Van 2008 tot 2009 was hij hoofdtrainer van Festilent, waarna hij vertrok naar Best Vooruit. In augustus 2010 werd zijn contract bij de club ontbonden, om aan de slag te gaan bij FC Oss als assistent-trainer. In maart 2012 werd bekend dat hij zijn werk bij FC Oss ging combineren met het hoofdtrainersschap bij SV Deurne. Hij tekende een contract voor twee seizoenen. Met de club won hij in 2013 de Districtsbeker Zuid II. Na twee seizoenen gingen Wels en de club uit elkaar In januari 2014 werd bekend dat Wels met ingang van 1 juli 2014 de nieuwe hoofdtrainer werd van RKSV Nemelaer.
Aan het einde van het seizoen 2015/16 vertrok Wels bij RKSV Nemelaer en ging hij aan de slag bij RKVV DESO. Op 15 maart 2017 werd Wels wederom interim-hoofdtrainer van FC Oss na het ontslag van François Gesthuizen. FC Oss stond op dat moment 17e in de Jupiler League. Hij werd daarna hoofdtrainer bij FC Oss en kreeg Johan van Osch als assistent. In het seizoen 2018/2019 veranderde FC Oss de naam terug naar TOP Oss en behaalde het met Klaas Wels als hoofd- en Marcel van der Sloot als assistent-trainer de halve finale van de play-offs, waarin het uitgeschakeld werd door Sparta.
Op 25 februari 2021 werd bekendgemaakt dat het aflopende contract van Wels bij TOP Oss niet verlengd zou worden. In de laatste wedstrijd van het seizoen werd Wels door fans bedankt met spandoeken en staken zij vuurwerk af buiten het stadion.
Op 22 mei 2021 tekende hij een contract tot de zomer van 2023 bij MVV Maastricht. Na tegenvallende resultaten in het seizoen 2021/22 werd hij op 29 maart 2022 ontslagen als hoofdtrainer.
Wels ging medio 2022 weer aan de slag bij TOP Oss, nu als technisch directeur. Na het ontslag van hoofdtrainer Kristof Aelbrecht eind december 2022 fungeerde hij vanaf januari 2023 eerst tevens als assistent van interim-trainer Marcel van der Sloot en werd in februari zelf de interim-trainer omdat Van der Sloot niet over de juiste trainersdiploma's beschikt om in het betaald voetbal te mogen trainen. In december 2024 werd Wels voor de duur van zes maanden aangesteld als interim-trainer van SteDoCo.